# Walter Schöpsdau
Walter Schöpsdau (* 2. November 1940 in St. Ingbert) ist ein deutscher evangelischer Theologe.
Schöpsdau wurde als Sohn des Steueroberrats Helmut Schöpsdau geboren. Er studierte von 1959 bis 1961 evangelische Theologie an der Universität Tübingen und von 1961 bis 1963 evangelische Theologie an der Universität Heidelberg. Im Frühjahr 1964 legte er beim Protestantischen Landeskirchenrat der Pfalz in Speyer das 1. Theologische Examen ab. Mit der Arbeit Die Evidenz Gottes im Mythos: Schellings Spätphilosophie und die Theologie promovierte er 1972 an der Universität Mainz zum Dr. theol. Er ist Pfarrer der Evangelischen Kirche der Pfalz und war von 1981 bis 2005 Referent für Moral- und Pastoraltheologie am Konfessionskundlichen Institut des Evangelischen Bundes in Bensheim.
Als Referent am Konfessionskundlichen Institut gab er mehrere Veröffentlichungen in der Reihe Bensheimer Hefte heraus.